# Syndrom
 Denne artikel bør gennemlæses af en person med fagkendskab for at sikre den faglige korrekthed.

I lægevidenskab og fysiologi er syndrom betegnelsen for en samling af flere klinisk synlige tegn, symptomer, fænomener eller karakteristika som ofte optræder sammen. Tilstedeværelsen af et af disse tegn kan gøre sundhedsprofessionelle og de pårørende opmærksomme på den mulige tilstedeværelse af de andre tegn.
Eksempler er de sjældne Downs syndrom, Hunters syndrom, eller den ret udbredte søvnapnø, der findes i en del familier og hos 4% af befolkningen.
| symptomer | Spire Denne artikel om symptomer er en spire som bør udbygges. Du er velkommen til at hjælpe Wikipedia ved at udvide den. |